# Chocolate inglés
Chocolate inglés es el cuarto álbum de Celeste Carballo, lanzado por BMG en 1993. 
Este disco fue producido íntegramente por la cantante para BMG Producciones, siguiendo la línea de su anterior trabajo "Celeste en Buenos Aires" (De hecho al final del disco se incluyen las cuatro canciones registradas allí); este disco tiene una atmósfera marcadamente más relajada que sus primeros trabajos. Rock, Blues, Jazz y Pop encuentran aquí el punto justo de fusión. Este disco obtiene el Premio ACE, otorgado por la Asociación Cronistas del Espectáculo, al mejor disco de Rock del año en 1993.
En este trabajo Celeste versiona “El día que me quieras”, el clásico tango de Carlos Gardel y Alfredo Le Pera, con la colaboración de Charly García, y dirige el video en el que participan Charly García y el bailarín Julio Bocca. El tema “El Chino” con la participación de Andrés Calamaro se transformó inmediatamente en un clásico.

## Lista de temas
1. Todo Empieza. (Celeste Carballo/Dany Tomas)
2. Hablando a tu Corazón (Charly García)
3. Marcando el Compás. (Celeste Carballo)
4. Cuatro Brazos y Cuatro Piernas.  (Celeste Carballo)
5. Siempre con Vos. (Celeste Carballo)
6. El Día que me Quieras. (Carlos Gardel/Alfredo Le Pera)
7. Están Sonando Campanas. (Celeste Carballo)
8. Glosa de Navidad. (Celeste Carballo)
9. El Chino. (Celeste Carballo/Andrés Calamaro)
10. Chocolate Inglés. (Celeste Carballo)
11. La otra Orilla. (Celeste Carballo/Roxana Curras)
12. Yo No te Pido. (Pablo Milanés)
13. Queja. (Alfonsina Storni/Celeste Carballo)
14. Tu Amor Es Lila. (Celeste Carballo/Didi Gutman)

## Músicos
- Celeste Carballo: Piano acústico, guitarra acústica, Fender Telecaster y voz.
- María Gabriela Epumer: Guitarra.
- Diego Titiro: Batería.
- Dany Tomas: Teclados.
- Tweety González: Teclados, piano, sampler de baterías y bajo.
- Claudia Sinesi: Bajo.
- Roxana Curras: Guitarra acústica y programación de batería Alesis.
- Feliz Valls: Fender Telecaster.

## Músicos invitados
- Charly García: Piano en "El día que me quieras".
- Andrés Calamaro: Voz en "El chino".